# Трансантлатическо партньорство за търговия и инвестиции
Трансатлантическо партньорство за търговия и инвестиции (ТПТИ) е планирано за 2016 г. споразумение за свободна търговия между ЕС и САЩ. Английската абревиатура за него е ТТIP от Transatlantic Trade and Investment Partnership, а българската транслитерация ТТИП съответства на „Трансатлантическо търговско и инвестиционно партньорство“.
Първоначално е планирано споразумението да бъде подписано до края на 2014 г. като официалната информация по неговото съдържание е оскъдна, което не позволява публичното му обсъждане. Едва в началото на 2015 г. Европейската комисия публикува някои подробности за съдържанието на преговорите. За разлика от обществеността, корпорациите и мултинационалните компании са разполагали междувременно с подробна информация, което им е позволило да изградят своите позиции.
След избора на Доналд Тръмп за президент в 2016 г. преговорите са преустановени, а на 15 април 2019 г. Съветът на Европа ги обявява за "неактуални  и без релевантност", и приема, че евентуалното им подновявне би следвало да започне "на чисто".

## График
Преговорите по Трансатлантическото търговско и инвестиционно партньорство (TTIP) стартират през юли 2013 г., но графикът за приключване през 2014 г. не се реализира. На 18 юли 2014 г. в Брюксел е завършен 6-и кръг от преговорите без да е отбелязан значим напредък. Изтъкнато е, че допитването до европейски институции и граждани е породило над 150 000 забележки и коментари, които в следващите месеци предстои да бъдат анализирани. В началото на 2015 г., след два поредни кръга от преговорния процес, представителят на ЕС признава за трудности в напредъка и прогнозира, че подписването на договор ще се отложи за 2016 г.
Споразумението трябва да бъде единодушно прието от ЕС; в своята предизборна кампания 2014/5 гръцката левица e обещала, ако дойде на власт, да се възползва от правото си на вето.
В началото на май 2016 г. Грийнпийс публикува около 250 документа от преговорния процес, показващи текущите разногласия между страните. Еврокомисарят по търговията, Сесилия Малмщрьом, препоръчва разкритията да се игнорират, докато във франция президентът Оланд и негови министри признават, че преговарянето е достигнало мъртва точка.
Споразумението трябва да се одобри също от Европейския парламент. Ако извън търговските клаузи в него се включват допълнителни правни положения, ще е необходимо и ратифициране поотделното в страните членки.

## Предимства
Има прогнози, че ще създаде допълнителен икономически растеж на стойност 120 млрд. евро в ЕС, което е 0,5 % от БВП. Сред най-големите предимства е уеднаквяването на регулациите и техническите стандарти.

## Критики и противоречия
Оценката за публичния ефект от спораумението е спорна, тъй като пресмятането ѝ се уповава на модел, който видимо е неадекватен.
Има опасения, че САЩ ще наложат на Европа своите правила за химическата безопасност, за храните и в други области. Може да не се изисква обозначаване на ГМО на етикетите. Забраната за шистов газ също може да отпадне. Други спорни моменти включват защитата на авторски права, търговските наименования и особено създаването на специален трибунал за съдебни спорове „инвеститор-държава“.
Неправителствената организация Corporate Europe Observatory, по силата на Закона за свободен достъп до информация, е поискала от Еврокомисията имената на хората, с които са провеждани консултации преди преговорите. Оказва се, че 93% са били представители на промишлеността, а на защитниците на околната среда и правата на потребителите реално не е била дадена думата.
След дебати, обобщаващи разкритията за шпионските практики на американските власти, резолюция на Европарламента от 12 март 2014, подкрепена с 478 гласа, предлага договарянето да се ограничи, докато не бъдат получени гаранции за стриктно спазване неприкосновеността на личността. Лисабонският договор предоставя възможнст европейските граждани да проявяват законодателна инициатива, но Европейската комисия блокира предварително инициативата „Спрете ТТИП“ под претекст, че Съветът на Европа също има роля в реализирането на „партньорството“.. Oтказът на Комисията е оспорен пред Европейския Съд, а инициативата продължава да набира подписи като на 7 октомври 2015 внася събраните 3 200 000 броя.
На 12 юли 2014 във Великобритания и Ирландия са организирани протестни действия срещу ТТИП, като за 11 октомври 2014 е набелязано организиране и провеждане на подобни акции в цяла Европа.На 10 октомври 2015 отново се провеждат акции в различни страни (вкл. България), като в Берлин участниците в протеста са над 100 000.
Под обществен натиск през пролетта на 2014 г. Европейската комисия (ЕК) провежда обсъждане на част от Трансатлантическото споразумение между САЩ и ЕС – механизма за защита на инвеститорите (ISDS). Общ коментар към резултатите и публикуван в средата на януари 2015 г. Получени са 150 000 коментара от граждани, неправителствени организации, синдикати, бизнес, консултантски фирми, правителствени институции, регулатори и представители на академичните среди, като 176 от тях са от България. Голяма част от анкетираните са заявили, че категорично не приемат ISDS или са против Трансатлантическото споразумение като цяло; отхвърлят клаузата, която предвижда корпорации да съдят държави в наднационални трибунали; смятат, че ISDS ще разруши социалната държава и ще доведе до приватизация на обществените услуги; че механизмът е заплаха за демокрацията, държавните бюджети и националните политики като цяло; че под риск са защитата на трудовите възнаграждения и стандарти, както и за стандартите за безопасност на храните; че може да се увеличи нелоялна конкуренция в резултат на намаляване на защитата на потребителите; че формулировки като „непряка експроприация“, „дискриминация“, „справедливо и равно третиране“ на инвеститорите са твърде неясни и дават възможност за широки интерпретации на търговските трибунали; непрозрачността на делата, които се водят при затворени врати и често без публикувани мотиви за вземане на едно или друго решение, като понякога не се оповестяват дори решенията; че държавите ще бъдат лишени от правото да регулират и да приемат закони, които засягат корпоративните интереси; и др.
През декември 2014 г. Институтът за модерна политика публикува критичен доклад, озаглавен „TTIP – пътят към корпоративното робство“. Докладът съдържа оценка за същността на ТПТИ и състоянието на преговорния процес; оценка състоянието на консултациите и обществените дебати по темата TTIP в България; анализ на ключовите рискове за българската правна и социално-политическа среда, които произтичат от ТТIP; конкретни препоръки към държавните институции.